# Nefridium

Nefridium (šedozeleně) v těle mnohoštětinatců; zde konkrétně metanefridie

Nefridium je vylučovací orgán některých nižších živočichů. Je to váček s vývodem na povrchu. Plní podobnou funkci jako u vyšších živočichů ledviny. Základními druhy nefridií jsou protonefridie a metanefridie, první z nich je evolučně původnější a jednodušší.